# Leucoloma longifolium
Leucoloma longifolium är en bladmossart som beskrevs av Roelof J.van der Wijk och Margadant 1960. Leucoloma longifolium ingår i släktet Leucoloma och familjen Dicranaceae. Inga underarter finns listade i Catalogue of Life.